# Transylvania Open 2022 - Qualificazioni singolare
Le qualificazioni del singolare femminile del Transylvania Open 2022 sono state un torneo di tennis preliminare disputate dall'8 al 9 ottobre 2022 per accedere alla fase finale della manifestazione. Le vincitrici dell'ultimo turno sono entrate di diritto nel tabellone principale. In caso di ritiro di una o più giocatrici aventi diritto a queste sono subentrati le lucky loser, ossia le giocatrici che hanno perso nell'ultimo turno ma che avevano una classifica più alta rispetto alle altre partecipanti che avevano comunque perso nel turno finale.

## Teste di serie
1. Viktorija Tomova (primo turno)
2. Dajana Jastrems'ka (spostata nel tabellone principale)
3. Lesja Curenko (primo turno)
4. Tamara Korpatsch (ultimo turno, lucky loser)
5. Océane Dodin (ultimo turno, ritirata, lucky loser)
6. Misaki Doi (primo turno)

1. Clara Burel (primo turno)
2. Harmony Tan (ultimo turno, lucky loser)
3. Ysaline Bonaventure (qualificata)
4. Kamilla Rachimova (qualificata)
5. Elina Avanesjan (qualificata)
6. Mirjam Björklund (ultimo turno)

## Qualificate
1. Ysaline Bonaventure
2. Anastasija Zacharova
3. Anna Blinkova

1. Elina Avanesjan
2. Kamilla Rachimova
3. Olga Danilović

## Lucky loser
1. Tamara Korpatsch
2. Océane Dodin

1. Harmony Tan

## Tabellone

### Legenda
| - Q = Qualificato - WC = Wild card - LL = Lucky loser | - ALT = Alternate - SE = Special Exempt - PR = Protected Ranking | - w/o = Walkover - r = Ritirato - d = Squalificato |

### Sezione 1
|  | Primo turno | Primo turno         | Primo turno      | Primo turno | Primo turno |  |  | Ultimo turno | Ultimo turno        | Ultimo turno        | Ultimo turno | Ultimo turno |  |
|  |             |                     |                  |             |             |  |  |              |                     |                     |              |              |  |
|  | 1           | Viktorija Tomova    | Viktorija Tomova | 4           | 1           |  |  |              |                     |                     |              |              |  |
|  | WC          | Cristina Dinu       | Cristina Dinu    | 6           | 6           |  |  | WC           | Cristina Dinu       | Cristina Dinu       | 4            | 5            |  |
|  |             | Kateryna Baindl     | 7                | 4           | 4           |  |  | 9            | Ysaline Bonaventure | Ysaline Bonaventure | 6            | 7            |  |
|  | 9           | Ysaline Bonaventure | 63               | 6           | 6           |  |  |              |                     |                     |              |              |  |

### Sezione 2
|  | Primo turno | Primo turno               | Primo turno          | Primo turno | Primo turno |  |  | Ultimo turno | Ultimo turno              | Ultimo turno              | Ultimo turno | Ultimo turno |  |
|  |             |                           |                      |             |             |  |  |              |                           |                           |              |              |  |
|  | Alt         | Anastasija Zacharova      | Anastasija Zacharova | 6           | 6           |  |  |              |                           |                           |              |              |  |
|  |             | Gabriela Lee              | Gabriela Lee         | 1           | 3           |  |  | Alt          | Anastasija Zacharova      | Anastasija Zacharova      | 6            | 6            |  |
|  | WC          | Alexandra Cadanțu-Ignatik | 5                    | 6           | 6           |  |  | WC           | Alexandra Cadanțu-Ignatik | Alexandra Cadanțu-Ignatik | 4            | 1            |  |
|  | 7           | Clara Burel               | 7                    | 3           | 3           |  |  |              |                           |                           |              |              |  |

### Sezione 3
|  | Primo turno | Primo turno        | Primo turno   | Primo turno | Primo turno |  |  | Ultimo turno | Ultimo turno     | Ultimo turno     | Ultimo turno | Ultimo turno |  |
|  |             |                    |               |             |             |  |  |              |                  |                  |              |              |  |
|  | 3           | Lesja Curenko      | Lesja Curenko | 2           | 5           |  |  |              |                  |                  |              |              |  |
|  |             | Anna Blinkova      | Anna Blinkova | 6           | 7           |  |  |              | Anna Blinkova    | Anna Blinkova    | 6            | 6            |  |
|  |             | Ekaterine Gorgodze | 3             | 6           | 0           |  |  | 12           | Mirjam Björklund | Mirjam Björklund | 2            | 2            |  |
|  | 12          | Mirjam Björklund   | 6             | 4           | 6           |  |  |              |                  |                  |              |              |  |

### Sezione 4
|  | Primo turno | Primo turno         | Primo turno     | Primo turno | Primo turno |  |  | Ultimo turno | Ultimo turno     | Ultimo turno     | Ultimo turno | Ultimo turno |  |
|  |             |                     |                 |             |             |  |  |              |                  |                  |              |              |  |
|  | 4           | Tamara Korpatsch    | 1               | 6           | 6           |  |  |              |                  |                  |              |              |  |
|  |             | Anastasija Gasanova | 6               | 2           | 3           |  |  | 4            | Tamara Korpatsch | Tamara Korpatsch | 4            | 5            |  |
|  | WC          | Briana Szabó        | Briana Szabó    | 1           | 0           |  |  | 11           | Elina Avanesjan  | Elina Avanesjan  | 6            | 7            |  |
|  | 11          | Elina Avanesjan     | Elina Avanesjan | 6           | 6           |  |  |              |                  |                  |              |              |  |

### Sezione 5
|  | Primo turno | Primo turno          | Primo turno          | Primo turno | Primo turno |  |  | Ultimo turno | Ultimo turno      | Ultimo turno      | Ultimo turno      | Ultimo turno |  |
|  |             |                      |                      |             |             |  |  |              |                   |                   |                   |              |  |
|  | 5           | Océane Dodin         | Océane Dodin         | 6           | 6           |  |  |              |                   |                   |                   |              |  |
|  |             | Ana Konjuh           | Ana Konjuh           | 4           | 4           |  |  | 5            | Océane Dodin      | Océane Dodin      | Océane Dodin      | 2r           |  |
|  |             | Oksana Selechmet'eva | Oksana Selechmet'eva | 2           | 2           |  |  | 10           | Kamilla Rachimova | Kamilla Rachimova | Kamilla Rachimova | 5            |  |
|  | 10          | Kamilla Rachimova    | Kamilla Rachimova    | 6           | 6           |  |  |              |                   |                   |                   |              |  |

### Sezione 6
|  | Primo turno | Primo turno     | Primo turno     | Primo turno | Primo turno |  |  | Ultimo turno | Ultimo turno   | Ultimo turno | Ultimo turno | Ultimo turno |  |
|  |             |                 |                 |             |             |  |  |              |                |              |              |              |  |
|  | 6           | Misaki Doi      | 7               | 0           | 63          |  |  |              |                |              |              |              |  |
|  | PR          | Olga Danilović  | 5               | 6           | 7           |  |  | PR           | Olga Danilović | 7            | 4            | 6            |  |
|  | WC          | Lavinia Tănasie | Lavinia Tănasie | 3           | 1           |  |  | 8            | Harmony Tan    | 5            | 6            | 3            |  |
|  | 8           | Harmony Tan     | Harmony Tan     | 6           | 6           |  |  |              |                |              |              |              |  |